# BulletBoys
BulletBoys – amerykański zespół glammetalowy założony przez członka zespołu Ratt w 1986, Marqa Toriena, w Los Angeles.

## Oryginalny skład
- Marq Torien - śpiew
- Mick Sweda - gitara
- Lonnie Vencent - gitara basowa
- Jimmy D'Anda - perkusja
- Marc Danzeisen - perkusja, wokal wspierający

## Dyskografia

### Albumy studyjne
| Rok  | Album                                       | US | Certyfikat | Wytwórnia           |
| ---- | ------------------------------------------- | -- | ---------- | ------------------- |
| 1988 | BulletBoys                                  | 34 | Złoto      | Warner Bros.        |
| 1991 | Freakshow                                   | 69 | -          | Warner Bros.        |
| 1993 | Za-Za                                       | -  | -          | Warner Bros.        |
| 1995 | Acid Monkey                                 | -  | -          | Swordholio/Perris   |
| 2000 | Burning Cats and Amputees                   | -  | -          | Deadline            |
| 2003 | Sophie                                      | -  | -          | Bulletboys          |
| 2006 | Smooth Up in Ya: The Best of the Bulletboys | -  | -          | Deadline            |
| 2007 | Behind the Orange Curtain                   | -  | -          | Crash Music Classic |
| 2009 | 10c Billionaire                             | -  | -          | Chavis              |

#### Single
| Rok  | Singel                    | Pozycje na listach | Pozycje na listach |
| Rok  | Singel                    | US Hot 100         | US Main Rock       |
| ---- | ------------------------- | ------------------ | ------------------ |
| 1989 | "Smooth Up In Ya"         | 71                 | 23                 |
| 1989 | "For the Love of Money"   | 78                 | 30                 |
| 1991 | "Hang on St. Christopher" | -                  | 22                 |
| 1991 | "THC Groove"              | -                  | -                  |
| 1991 | "Talk To Your Daughter"   | -                  | -                  |
| 1993 | "Mine"                    | -                  | -                  |
| 2009 | "Road To Nowhere"         | -                  | -                  |